# Душка Врховац
Душка Врховац (Бања Лука, 1947) српски је писац, новинар и преводилац.
Студирала и дипломирала на Одсеку за светску књижевност и теорију књижевности Филолошког факултета Универзитета у Београду.Члан Удружења књижевника Србије и Удружења књижевних преводилаца Србије. Није члан ни једне политичке партије.
Јула 2005. године, као уредник сложених пројеката, престала да ради у РТС и од тада је писац и слободни новинар. Живи у Београду и има троје деце.

## Књижевност
Објављивала у књижевним листовима и часописима (Орфеј, Видици, Младост, Студент, Знак, Поља, Путеви, Одјек, Лица, Књижевна реч, Књижевне новине, Јефимија, Про Фемина, Стремљења, Књижевна Крајина, Политика...).
Добитник неколико награда за поезију и Златне значке за ширење културе Културно-просветне заједнице Србије.

## Новинарство
Објавила бројне текстове и интервјуе у листовима и часописима: Политика, НИН, Борба, Дуга, Књижевне новине, Књижевна реч, Интервју, Репортер, Правда, Глас јавности, Данас... и текстове и сценарија за радио и телевизијске емисије.
У Трећем програму Радио Београда неколико година била стални сарадник културне хронике, пишући о књижевним, позоришним и другим уметничким појавама и догађајима код нас и у иностранству. 
Аутор је, уредник, сценариста и водитељ бројних телевизијских емисија и серија у оквиру Актуелности Информативног програма, у Редакцији документарног програма РТС, бавећи се углавном актуелним и тзв. табу темама из разних области, од политике до културе, у цивилизацијском контексту. Неке од тих емисија завршавале су у бункеру, где се и сада налазе.